# Franz Josef Scheidl
Franz Josef Scheidl (* 18. Dezember 1890 in Wien; † 12. Juli 1971 ebenda) war ein österreichischer Autor, der nach 1945 als einer der ersten Geschichtsrevisionisten und Holocaustleugner im deutschsprachigen Raum aktiv war.

## Leben
Scheidl studierte Geschichte, Philosophie, Geographie und Französisch sowie Rechts- und Staatswissenschaften an den Universitäten Genf, Paris, London und Wien und promovierte in Philosophie, Rechtswissenschaft und Staatswissenschaft. Als leitender Verwaltungsjurist stand er ab 1924 an der Spitze des Wiener Fortbildungsschulrates. Als Privatgelehrter publizierte er historische und rechtswissenschaftliche Studien. Er trat 1918 der Sozialdemokratischen Arbeiterpartei bei und am 16. April 1934 der NSDAP.
Nach dem Zweiten Weltkrieg arbeitete Scheidl in der Privatindustrie, nahm aber wiederholt Lehraufträge in Arbeitsrecht an der Universität Wien wahr. Am 22. Mai 1950 wurde er Mitglied der SPÖ und am 25. Mai 1950 des Bundes Sozialdemokratischer Akademiker (BSA). 1960 trat er wieder aus dem BSA aus.
Im Jahr 1959 hatte Scheidl bereits im Schild-Verlag eine Polemik gegen Israel veröffentlicht und sich mit antisemitischen Propagandisten vernetzt. In der Bundesrepublik Deutschland wurde Scheidls Buch nach einem Ermittlungsverfahren wegen Staatsgefährdung beschlagnahmt. In den 1960er Jahren publizierte er im Selbstverlag die siebenbändige Geschichte der Verfemung Deutschlands mit geschichtsrevisionistischen Thesen. Gestützt auf fragwürdige Dokumente, Mutmaßungen und Spekulationen leugnete er die systematische Ermordung von Juden unter der nationalsozialistischen Herrschaft. Das Buch Deutschland und die Juden wurde 1968 von der Staatsanwaltschaft Wien beschlagnahmt und eine Voruntersuchung wegen Verstosses gegen das Verbotsgesetz eingeleitet. Ein Gerichtsgutachter charakterisierte Scheidl 1969 als „von wahnähnlichen Ideen beherrscht und des Gebrauchs der Vernunft vollkommen beraubt“.
Scheidls Schriften wurden von Gesinnungsgenossen weiterhin publiziert, darunter in der neonazistischen Zeitschrift Sieg, und in der Neonaziszene wie der AAARGH (Association des anciens amateurs de récits de guerre et d’holocauste) vielfach rezipiert.

## Schriften
- Ägyptisches Urkundenbuch. Lebende Geschichte für Schule und Haus Nr. 13. Wien : Konegen, 1921.
- Wie die Germanen sesshaft wurden. Lebende Geschichte für Schule und Haus Nr. 69. Wien : Konegen, 1922.
- Die wirtschaftlichen Folgen der Sesshaftwerdung. Lebende Geschichte für Schule und Haus Nr. 71. Wien : Konegen, 1922.
- Das soziale und politische Leben der Germanen. Lebende Geschichte für Schule und Haus Nr. 72. Wien : Konegen, 1922.
- Das Kriegsgefangenenrecht in seiner gegenwärtigen Gestalt. Wien: Davis, 1937.
- Deutschlands Kampf um seine Kolonien : eine gemeinverständl. urkundl. Darstellung. Wien : Deutscher Verl. für Jugend und Volk, 1940 [Ausg. 1939]
- Die Kriegsgefangenschaft von den ältesten Zeiten bis zur Gegenwart : eine völkerrechtliche Monographie. Berlin : Ebering, 1943.

- Reihe Geschichte der Verfemung Deutschlands:
  - Bd. 1: Greuelpropaganda im Ersten Weltkrieg. 166 S., 1968.
  - Bd. 2: Lügenhetze im Zweiten Weltkrieg. 200 S., 1968.
  - Bd. 3: Die Konzentrationslager. 284 S.
  - Bd. 4: Die Millionenvergasungen. 262 S.
  - Bd. 5: Die Ausrottung der Juden. 176 S.
  - Bd. 6: Das Unrecht an Deutschland. Wien: Dr.-Scheidl Verlag, 330 S., 1968.
  - Bd. 7: Zur Hölle mit allen Deutschen! 368 S.

- Rußland muß erobert werden! : Und e. kleine Auseinandersetzg mit d. Kommunismus, d. Demokratie u. d. Diktatur. Wien, Postf. 61 : Dr. Scheidl [1967]
- Israel. Traum und Wirklichkeit. Bd. 1: Selbstmordversuch durch Nationalismus. 2. Aufl. Wien : Scheidl, [ca. 1967].
- Israel. Traum und Wirklichkeit. Bd. 2: Die Lösung des Palästina-Problems. 2. Aufl. Wien : Scheidl, [ca. 1967].
- Deutschland, der Staat Israel und die deutsche Wiedergutmachung. Wien : Scheidl, 1967
- Israel, Traum und Wirklichkeit. Bd. 3. Die Kriegsverbrechen der Nationalzionisten. 3. Aufl. Wien : Scheidl, 1970.
- Israel, Traum und Wirklichkeit. Bd. 4. Die Internationalisierung Jerusalems: Werden die USA das Christentum verraten? 3. Aufl. Wien : Scheidl-Verl., 1970.